# El héroe de las eras
El héroe de las eras es una novela de fantasía escrita por el autor estadounidense Brandon Sanderson. Su versión original fue publicada el 14 de octubre de 2008 por Tor Books y la traducción en español fue publicada en España por la editorial Nova en 2010. Es la tercera novela de la trilogía original de Nacidos de la bruma, siendo la conclusión de esta primera etapa de la saga. Ya en 2011 le seguiría Aleación de ley, la primera de la tetralogía de la segunda edad de mistborn.

## Desarrollo
Sanderson empezó a trabajar en la novela mientras intentaba conseguir publicar su primera novela, Elantris. Tras escribir dos iteraciones, decidió cambiar de enfoque hacia su serie de El archivo de las tormentas, pero finalmente decidió retrasar su publicación para completar la serie de Nacidos de la bruma, ya que pensó que serviría como mejor continuación para Elantris.

## Sinopsis
Durante mil años los skaa han vivido esclavizados y sumidos en el miedo al Lord Legislador, que ha reinado con un poder absoluto gracias al terror y a la poderosa magia de la alomancia. Kelsier, el Superviviente, el único que ha logrado huir de los Pozos de Hathsin, encuentra a Vin, una pobre chica skaa con mucha suerte. Los dos se unen a la rebelión que los skaa intentan desde hace un milenio y vencen al Lord Legislador. Pero acabar con el Lord Legislador es la parte sencilla. El verdadero desafío consistirá en sobrevivir a las consecuencias de su caída. En El Héroe de las Eras se comprende el porqué de la niebla y las cenizas, las tenebrosas acciones del Lord Legislador y la naturaleza del Pozo de la Ascensión. Vin y el Rey Elend buscan en los últimos escondites de recursos del Lord Legislador y descubren el peligro que acecha a la humanidad. ¿Conseguirán detenerlo a tiempo?
La magia es central en Scadrial. La disciplina de magia más ampliamente conocida es llamada alomancia, la cual permite a sus usuarios a ganar habilidades sobrenaturales al tragar y "quemar" metales específicos. El potencial alomántico es una carga genética que se encuentra principalmente concentrada en la nobleza, sin embargo, también existen skaa alománticos, dado el cruce entre la nobleza y los skaa. Los alománticos comunes tienen acceso a un solo poder alomántico, pero una increíblemente pequeña fracción de alománticos, llamados Nacidos de la bruma, tienen acceso a todos los poderes alománticos.

## Personajes
Personajes con punto de vista principal
- Vin: nacida de bruma entrenada por Kelsier y que consiguió asesinar al Lord Legislador. Es la esposa de Elend Venture y emperatriz del Nuevo Imperio. Creyó ser el Héroe de las Eras y accidentalmente liberó a Ruina de su encierro en el Pozo de la Ascensión. Durante su enfrentamiento final se convirtió brevemente en Conservación.
- Elend Venture: emperador del Nuevo Imperio y uno de los Nacido de la Bruma más poderosos de su época. Está casado con Vin. Lucha por intentar hacer lo mejor para su pueblo a pesar de que eso no siempre implica hacer lo correcto.
- Sazed: terrisano feruquimista especializado en religiones. Pierde la fe tras la muerte de Tindwyl e intenta recuperarla mientras trata de conquistar la ciudad de Urteau.
- TenSoon: Un Kandra de la Tercera Generación, leal a Vin después de que su amo original, Zane, fuera asesinado por ella. TenSoon regresa a la Tierra Natal, pero tras ser encarcelado logra escapar. Localiza a Sazed y lo llevó de vuelta a la Tierra Natal para que convenza a los Kandra en que ha llegado el fin del mundo.
- Fantasma: un joven Ojo de estaño que formó parte de la Banda de Kelsier. Por orden de los otros miembros de la banda, huyó de Luthadel antes de su caída, pero se sintió terriblemente culpable por hacerlo. Sirve como explorador y espía en Urteau para Elend, donde recopila información sobre los rebeldes de ese lugar.

Personajes con punto de vista secundario
- Marsh: hermano mayor de Kelsier convertido en un Inquisidor a las órdenes de Ruina.
- Allrianne Cett: única hija de lord Ashweather Cett. Tiene una relación amorosa con Brisa.

Personajes secundarios
- Ruina: Antiguo dios de Terris, la fuerza de la destrucción, la entropía y el deterioro del mundo. Aprisionado cerca del Pozo de la Ascensión, Ruina fue liberado accidentalmente por Vin. Su poder no está aún completo, y afecta al mundo de manera sutil, susurrando en los oídos de sus sirvientes y cambiando el texto de los documentos. No puede cambiar las cosas escritas en metal.
- Conservación: Antiguo dios de Terris, contrario de Ruina. La fuerza de la estabilidad, la estasis y la continuidad. Renunció a la mayor parte de su fuerza mental para aprisionar a Ruina en el Pozo de la Ascensión.
- Brisa: un muy habilidoso aplacador que manipula las emociones de todos los que lo rodean, incluso a veces lo hace inconscientemente. Fue parte de la Banda de Kelsier y actualmente sirve como uno de los principales consejeros y diplomáticos de Elend Venture que termina haciéndose cargo de la ciudad de Urteau. Tiene una relación con Allrianne Cett.
- Hammond: un Brazo de peltre o Violento, que integraba la Banda de Kelsier. Durante el reinado de Elend Venture se convirtió en el capitán de la guardia de palacio.
- Ashweather Cett: autoproclamado rey que consiguió hacerse con el poder en el Dominio Occidental. Trató de arrebatarle a Elend Venture la ciudad de Luthadel, sin embargo, un tercio de su ejército fue destruido por Vin en una sola noche. Acabó uniendo fuerzas con Elend al final del asedio, ayudando a Vin a combatir a Straff Venture, y se ganó un puesto de confianza como consejero de Elend. Aunque es conocido como «rey» Cett, no gobierna ninguna tierra.
- Beldre: Hermana de Quellion, el Ciudadano. Una lanzamonedas que termina enamorándose de Fantasma.
- Demoux: capitán durante la rebelión de Kelsier que se convirtió en soldado de la guardia de palacio del rey Elend Venture. Tras el asedio a Luthadel se convirtió en capitán del ejército. Es seguidor de La Iglesia del Superviviente.
- Goradel: Skaa que trabajaba para el ejército del Imperio Final. Durante la noche del Colapso Vin lo convenció de cambiar de bando. Más tarde acompañó a Elend al palacio para intentar rescatarla. Cuando Elend asumió el reinado de Luthadel él se convirtió en miembro de su guardia.
- Noorden: Uno de los pocos obligadores que decidieron quedarse en Luthadel y servir a Elend Venture.
- Ferson Penrod: Uno de los nobles más destacados que se quedó en Luthadel y terminó convertido en su rey tras jurarle lealtad del Emperador Elend. Tras ser infectado por un clavo hemalúrgico llevó a Luthadel a la ruina y decidió acabar con su vida antes de seguir siendo manipulado.
- Haddek: Líder de la Primera Generación de Kandra que ayuda a Sazed a recopilar información sobre la religión de Terris.
- Rashek: Porteador terrisano que, antes de la Ascensión, fue contratado por Alendi para que le ayudara a hacer el viaje al Pozo de la Ascensión. Rashek nunca se llevó bien con Alendi, y acabó por matarlo. Tomó el poder del pozo para sí y se convirtió en Lord Legislador.
- KanPaar: El líder de la Segunda Generación de Kandra. Condenó a TenSoon a la muerte y organizó un golpe de Estado contra la Primera Generación.
- MeLaan: Kandra de la Séptima Generación. Fue entrenada y «criada» por TenSoon.
- Quellion: Gobernante de Urteau, se considera un seguidor puro del Superviviente, y trata de cumplir la orden de Kelsier de derrocar y ejecutar a los nobles. Beldre es su hermana.
- Telden Hasting: Uno de los viejos amigos de Elend, con quien hablaba de política y filosofía. Conocido por ser una especie de dandi y seductor.